# GP Водолея
GP Водолея (лат. GP Aquarii) — одиночная переменная звезда в созвездии Водолея на расстоянии приблизительно 3554 световых лет (около 1090 парсеков) от Солнца. Видимая звёздная величина звезды — от +11,04m до +10,63m.

## Характеристики
GP Водолея — жёлто-белая пульсирующая переменная звезда типа RR Лиры (RRC) спектрального класса F. Эффективная температура — около 7004 К.